# 畠山政国 (総州家)
畠山 政国（はたけやま まさくに、? - 文明2年10月5日（1470年11月6日））は、室町時代の武将。能登国守護・畠山義有の子（畠山義忠の孫で畠山義統の弟にあたる）。畠山義就の猶子。通称は次郎。室町幕府第8代将軍足利義政より偏諱を受けて政国（旧字体：政國）と名乗る。

## 生涯
本家の河内畠山氏の内紛の際、能登畠山氏は義就を支持し、政国を義就の猶子として関係を強化した。
文正元年（1466年）12月、紀伊国牟婁郡芳養荘（現・田辺市）を熊野新宮に寄進した。この後、熊野三山は蜂起する。応仁元年（1467年）にかけて紀伊国の大半を平定した。
応仁の乱直後の同年（応仁元年）6月、紀州勢を率いて上洛し、義就に合流した。
義就に実子の修羅が誕生すると追放され、越前において朝倉孝景に殺害された。